# Movimentu Dezenvolvimentu Nasional
| Mitgliedsparteien                                            |                                  |                                  |
| Partei                                                       | Stimmenzahl 2017                 | Stimmenanteil 2017               |
| Associação Popular Monarquia Timorense APMT                  | 5.461                            | 0,1 %                            |
| Movimentu Libertasaun ba Povu Maubere MLPM                   | 1.332                            | 0,2 %                            |
| Partidu Liberta Povu Aileba PLPA                             | Teil des Bündnisses BUP (0,9 % ) | Teil des Bündnisses BUP (0,9 % ) |
| União Nacional Democrática de Resistência Timorense UNDERTIM | 1.216                            | 0,2 %                            |

Die Movimentu Dezenvolvimentu Nasional MDN (portugiesisch Movimento de Desenvolvimento Nacional, deutsch Bewegung der nationalen Entwicklung) ist ein Bündnis osttimoresischer Parteien. Es wurde im März 2018 gegründet.
Dem Bündnis gehören die monarchistische Associação Popular Monarquia Timorense APMT, die Movimentu Libertasaun ba Povu Maubere MLPM, die Partidu Liberta Povu Aileba PLPA und die União Nacional Democrática de Resistência Timorense UNDERTIM an. Präsident der MDN ist der MLPM-Generalsekretär Vitor Reis Cadalac.
Bei den Parlamentswahlen in Osttimor 2017 war die PLPA noch Teil des Bloku Unidade Popular BUP, das 0,9 % der Stimmen auf sich vereinigen konnte. Die übrigen drei Parteien der MDN erhielten damals zusammen 8.009 Stimmen, was einen Stimmenanteil von 0,5 % entspricht. Bei den vorgezogenen Parlamentswahlen in Osttimor 2018 scheiterte die MDN deutlich an der Vierprozenthürde mit nur 4.494 Stimmen (Anteil: 0,7 %).